# Kerstin Sundmark
Kerstin Lilly Margareta Sundmark, efternamn som ogift Hansson, född 17 december 1921 i Göteborg, död 14 maj 1991 i Matteus församling, Stockholm, var en svensk kompositör och sångtextförfattare.
Sundmarks texter användes bland annat i filmmusiken till Åsa-Nisse och Med flyg till sjunde himlen. Hon var även verksam under pseudonymen Lille. Kerstin Sundmark är gravsatt på Västra kyrkogården i Göteborg.